# Cornard Wood, nära Sudbury, Suffolk
Cornard Wood, nära Sudbury, Suffolk (engelska: Cornard Wood, near Sudbury, Suffolk) är en oljemålning av den engelske konstnären Thomas Gainsborough. Den målades omkring 1748 och ingår sedan 1875 i National Gallerys samlingar i London. 
Gainsborough var Englands främsta porträttmålare under 1700-talet och är främst ihågkommen för verk som Mr och mrs Andrews (1750) och Den blå pojken (1770). Men det var landskap han helst ville måla;  vid ett tillfälle uttryckte han att "jag gör porträtt för att överleva och landskap för att jag tycker om dem". Tillsammans med Richard Wilson lade han grunden för det engelska landskapsmåleriet. Han utövade stort inflytande på yngre landskapsmålare såsom John Constable. Dennes morbror ägde en tid tavlan Cornard Wood.
Conrad Wood är ett skogsområde utanför Great Cornard, en by i grevskapet Suffolk. I målningens mittparti syns i fjärran det fyrkantiga tornet av St Mary's Church i Great Henny. Great Cornard är beläget några kilometer från Sudbury där Gainsborough föddes 1727. Han flyttade 1740 till London för att studera konst hos Hubert-François Gravelot, men återvände till Sudbury 1748 eller 1749. Han hade då gift sig med Margaret Burr, illegitim dotter till Henry Scudamore, 3:e hertig av Beaufort.

## Andra landskapsmålningar av konstnären

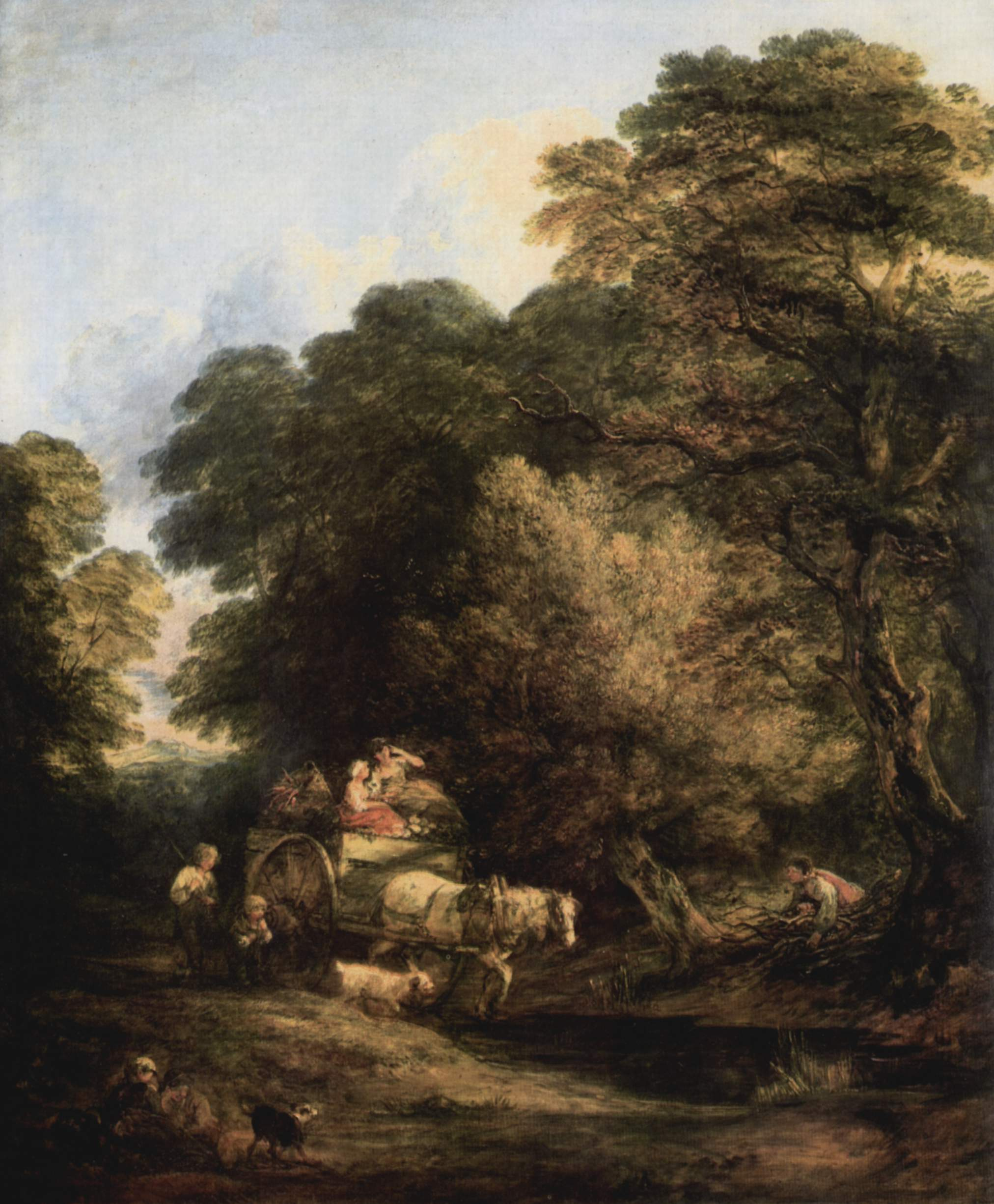
Marknadskärran (The Market Cart) målade Gainsborough sent i karriären, 1786, två år före sin död. Den ingår också National Gallerys samlingar.